# Hans Peter Børresen

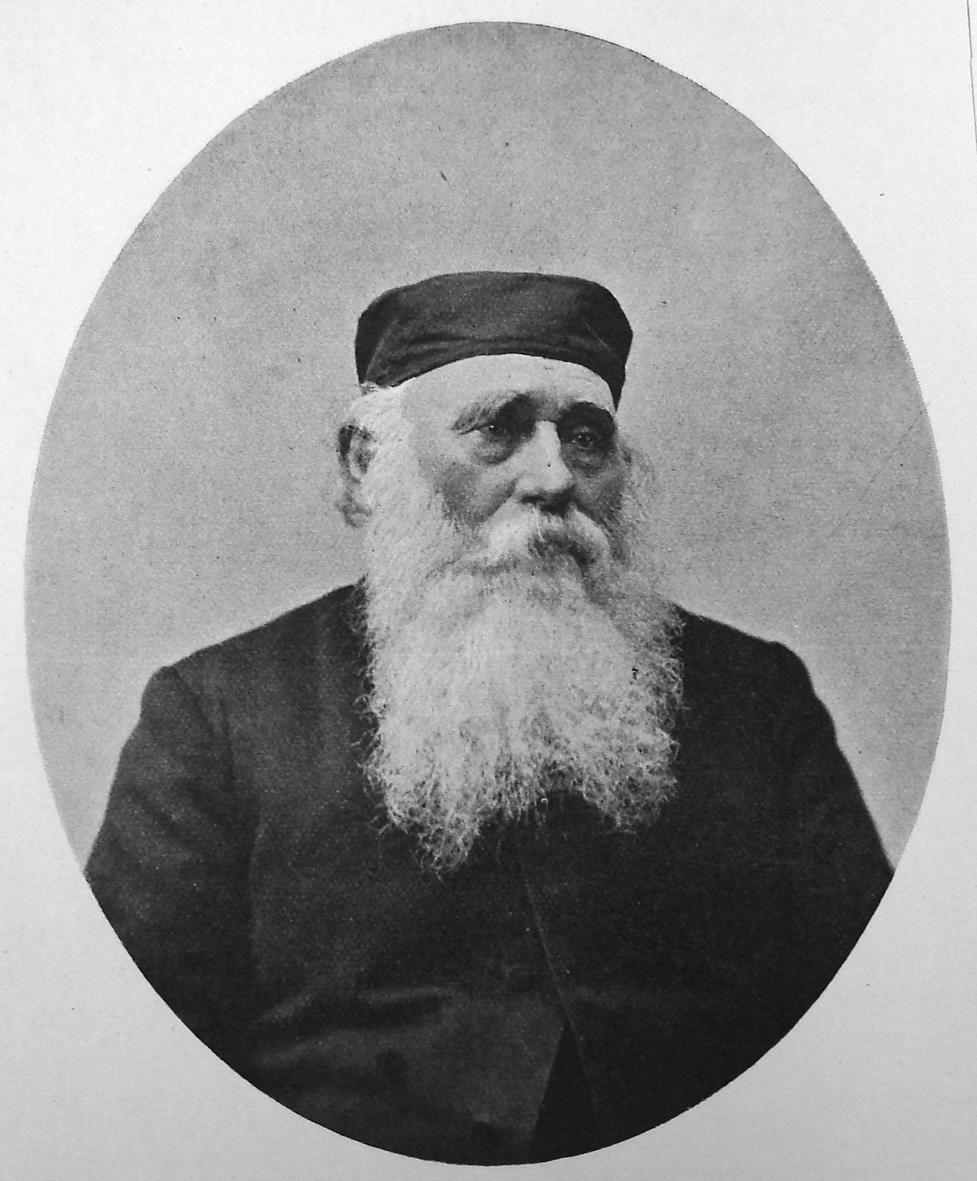
Hans Peter Børresen

Hans Peter Børresen, född 29 november 1825 och död 23 september 1901, var en dansk missionär.
Børresen grundade 1867 tillsammans med Lars Olsen Skrefsrud en mission bland santalerna i norra Indien, den sedan så kallade nordiska Santalmissionen, inom vilken han verkade till sin död. Børresen var en framstående missionär med stor praktisk läggning och hans arbet följdes av stora framgångar.